# Mohammad Rasúlof
Mohammad Rasúlof (* 16. listopadu 1972, Šíráz, Írán) je íránský nezávislý filmový režisér. Je známý díky několika oceněným filmům, např. svému debutu The Twilight (2002); Železný ostrov (2005); Rukopisy nehoří (2013) a Není zla mezi námi (2020).
Byl několikrát zatčen a byl mu zabaven pas, protože obsah jeho filmů ho přivedl do konfliktu s íránskou vládou.

## Život
Rasúlof studoval sociologii na univerzitě v Šírázu a střih filmu na univerzitě v Teheránu.

## Dílo
Jeho první celovečerní film The Twilight byl uveden do kin v roce 2002 a na filmovém festivalu Fajr v Teheránu byl oceněn cenou Crystal Simorgh za nejlepší filmový debut. Jeho druhý celovečerní film, Železný ostrov, natočil v roce 2005. Jeho třetí film The White Meadows vznikl v roce 2009. 
Film Goodbye měl premiéru na filmovém festivalu v Cannes 2011 v sekci Un certain regard a získal cenu za režii. Jeho film Rukopisy nehoří byl uveden v téže sekci na filmovém festivalu v Cannes 2013, kde získal cenu FIPRESCI. Film Neústupný získal hlavní cenu v sekci Un Certain Regard na festivalu v Cannes v roce 2017. 
Film Není zla mezi námi (2020) byl oceněn Zlatým medvědem na 70. Mezinárodním filmovém festivalu v Berlíně v roce 2020. Na slavnostní převzetí ceny do Berlína však íránské úřady Rasúlofa nepustily. Následujícího roku film získal Sydney Film Prize.

## Věznění
V roce 2010 byl Rasúlof zatčen a obviněn z natáčení bez povolení. Byl odsouzen k šesti letům vězení, trest mu byl později snížen na jeden rok.
V září 2017 mu byl po návratu do Íránu zabaven pas, nemůže tedy vycestovat ze země. Dne 23. července 2019 byl Rasúlof odsouzen Islámským revolučním soudem v Íránu k ročnímu vězení a dvouletému zákazu opustit zemi a účastnit se společenských a politických aktivit kvůli filmu Neústupný. Byl obviněn ze „shromažďování a tajných dohod proti národní bezpečnosti a z propagandy proti systému“. V srpnu 2019 se Rasúlof proti verdiktu odvolal. Na cestě k soudu ho ze solidarity doprovázeli někteří z nejuznávanější íránských filmařů, např. Asghar Farhadi nebo Džafar Panahí.
Dne 4. března 2020 byl Rasúlof odsouzen k jednomu roku vězení za tři ze svých filmů, které byly považovány za „propagandu proti systému“. Součástí trestu byl i zákaz natáčení filmů na dva roky.
V červenci 2022 byl v Íránu znovu zatčen; je podezřelý z ohrožování veřejného pořádku.